# オカズヤ

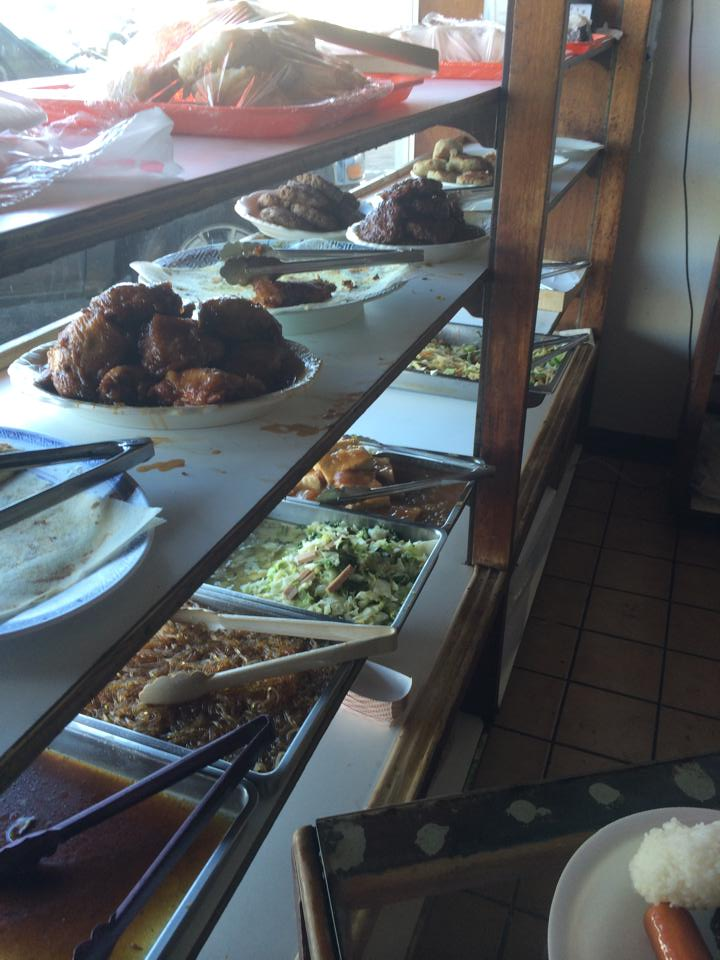
「オカズ」が並んだショーケース。

- オカズヤ[1][2]
- おかずや[3][4]
- オカズ屋[5]
- おかず屋[6]

オカズヤ（英: okazuya, okazu-ya）はハワイで伝統的に見られる日本食中心のデリカテッセン。名称は日本語で米飯の副食を意味する「おかず」と小売店を意味する「屋」からきている。ムスビ（おにぎり）のような主食のほか、単品の「オカズ」が各種取り揃えられており、数量も選べることが多い。それらを組み合わせて一食の食事にする。弁当としてパッケージされたものも売られている。ハワイで一般的な軽食の形態であるプレートランチはオカズヤから派生したと考えられている。

## 歴史
オカズヤの起源は19世紀末にハワイに流入した日系・沖縄系移民である。このころ果物やサトウキビのプランテーションではたらく契約労働者は数千人に達していた。それらの男性が農場で働く一方、女性は炊事などの家事に従事していた。やがて多くの女性はほかの農場労働者に総菜を売って副収入を得るようになった。そうした店舗は、特に自炊の設備や知識を持たない独身者にとって日々の生活に欠かせない存在だった。現在も営業を続けているオカズヤの多くは1940年代に農園労働を引退した沖縄出身者が開業したものである。呼び名やレシピは日本に由来するものの、現地に根付いたオカズヤはハワイ固有の文化とみなされている。
オカズヤの営業形態としては、独立したテイクアウト専門店か、家族経営の小規模な食料雑貨品店などを兼ねるのがほとんどだったが、飲食スペースを備えていたり、レストランを併設することもあった。歴史のあるオカズヤは一族の中で代々経営が受け継がれるのが一般的で、そのため世代交代ができなかったことで閉店を余儀なくされた老舗店もある。業務はほとんど機械化されておらず、1日18時間の労働を要することもある。ハワイ諸島の主要な各島には１軒以上のオカズヤがある。オアフ島には2000年時点で42軒が営業していたが、2022年までに半減した。オアフ島でもっとも歴史の長いオカズヤは1935年創業のセキヤズである。ハワイ全体でも最古の一店であったマウイ島ラハイナのナガサコ・オカズヤ・デリは20世紀初頭から営業していたが、2023年の山火事によって焼失した。

## オカズ

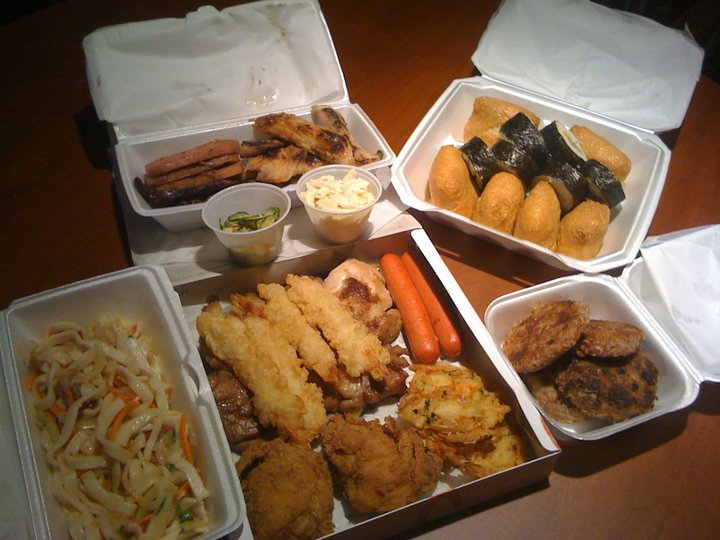
定番のオカズ各種。

多くのオカズヤは出勤前に昼食を買い求める顧客のために早朝から仕込みを始め、朝6時ごろに開店する。店頭に並ぶ料理の多くは常温である。一部ではフードウォーマーを導入するなど設備の近代化を図っている店もある。総菜はショーケースやカウンターに陳列されて客から見えるようになっている。値段は表示されていないこともある。午後には翌日の準備を始めるため、昼過ぎまで営業している店はまれである。
多くのオカズヤは似通った伝統的な食品を提供しているが、店によって食材や料理法のバリエーションがある。「フライドチキン」もフリッター風の衣をつけた骨なしのもも肉からパン粉で揚げた骨付きの手羽までさまざまである。
「オカズ」の名が示す通り、提供される食品は米飯とともに食べることを前提にしている。このため醤油やみりんを主体とする塩辛いか甘辛の味付けが特徴である。中には食材の流行や嗜好の移り変わりに合わせたフュージョン料理もある。オカズヤ風のチャウフンは本来の中華料理（干炒牛河）よりシンプルな料理で、主食の選択肢としてオニギリに替わることがある。ポテトハッシュ（ハッシュパティ）はパン粉を用いない揚げ焼きのコロッケで、少量のコンビーフを加えることがある。ラフテーは砂糖を加えた醤油で豚バラを煮込む沖縄料理である。この料理法は人気があり、安価で手に入りやすい鶏肉やソーセージに応用されて「ショーユ・チキン」「ショーユ・ホットドッグ」と呼ばれている。卵焼きは通常スパム、ソーセージ、練り物が具とされる。
近年では「フリカケチキン」や「ガーリックチキン」などハワイで生まれた現代的なフュージョン料理も多くのオカズヤのメニューに加わっている。日本料理以外にも、チャーメンのような中華風の炒め物、フィリピン料理のアドボ、韓国料理のカルビ、ハワイ料理のポケ、アメリカ風のステーキなども提供されている。

### 米・麺
- ムスビ — 米飯に塩味を付けて丸めたもの。ふりかけをかけたり、海苔を巻いたり、梅干しを中に入れることがある。スパム、グーチェボーグ・ソーセージ（英語版）、ホットドッグ用ソーセージのような肉とおにぎりを組み合わせることもある。
- コーン・スシ — 円錐型の稲荷ずし[3]。
- フトマキ — 「マキ・ロール」とも。キュウリ、軽く火を通したニンジン、卵焼き、かんぴょう、花エビ（干しエビの粉末）を具にした巻き寿司。
- チョーフン ー 小麦粉の平麺を野菜と炒めたもの。
- フライド・サイミン — サイミンの麺を炒めたもの。日本の焼きそばに似る。
- ロング・ライス — しょうゆで煮た春雨。

### 野菜の総菜
- キンピラゴボウ — 醤油で甘辛に炒め煮したゴボウ。
- ナマス — 酢の物[3]。キュウリ、ニンジン、ダイコンの薄切りが一般的。
- シラアエ — 豆腐を崩して野菜と和えたサラダ。
- オカラ（ウノハナ）— 大豆の搾りかすと野菜を煮付けたもの。
- カボチャ — 甘辛の醤油味で蒸し煮にしたカボチャの煮物。
- ポテトサラダ — 野菜とジャガイモをマヨネーズで和えたもの。
- マカロニサラダ — マカロニなどのパスタをマヨネーズで和えたもの。缶詰のツナを加えることもある。

### 揚げ物
- テンプラ — 海老、魚、野菜などに衣をつけて揚げたもの。
- フライドチキン — 鶏もも肉をから揚げ風に揚げたもの。餅粉を衣に用いることがある。
- フィッシュケーキ — 魚肉のすり身を揚げたもの。固ゆで卵やソーセージを中に詰めたものもある。
- コロッケ — ハッシュボールとも。日本風のパン粉などで衣をつけて揚げたジャガイモのコロッケ。

### 煮物
- ニシメ — 数種の野菜を煮たもの。鶏肉や豚肉が加わることもある。
- ショーユ — 豚肉、鶏肉、ソーセージなどを醤油と砂糖で煮込んだもの。

### 焼き物
- ポテトハッシュパティ — ジャガイモのコロッケ。コンビーフを用いることがある。
- タマゴヤキ — 日本風のオムレツ。野菜や肉を具にすることがある。
- テリヤキ — 薄切り牛肉、骨を外した鶏もも肉、ミートボール、ハンバーグなどに照り焼きタレをかけてグリルしたもの。
- トーフパティ — ツナ缶もしくはサーモンと豆腐を用いた練り物の一種。
- 魚料理 — アヒ、マヒマヒ、サバ、サーモンなど。
- ランチョンミート — スパム、ソーセージ、ハム。

## 関連文献
- Nabarrete, Zoe; Hookala, Cat (January 1, 2007). Hawaii's Lunchbox (Okazu) & Family Recipes. Morris Press Cookbooks. ISBN 0615230660.